# Corey Fischer
Corey John Fischer (Los Angeles, Kalifornia, 1945. február 28. – Hayward, Kalifornia, 2020. június 6.) amerikai színész.

## Filmjei
Mozifilmek
- Naked Angels (1969)
- MASH (1970)
- Brewster McCloud (1970)
- Cactus in the Snow (1971)
- McCabe és Mrs. Miller (1971)
- Funny Lady (1975)
- Dermesztő szenvedély (Final Analysis) (1992)
- Szavak és érzések (Bee Season) (2005)
- Valley of the Heart's Delight (2006)
- You Were Great (2009, rövidfilm)
- Ötéves jegyesség (The Five-Year Engagement) (2012)
- Being Us (2013)

Tv-filmek
- Sunshine (1973)
- The Law (1974)
- Sunshine Christmas (1977)
- Gyermekáldás (Babies) (1990)

Tv-sorozatok
- Daniel Boone (1967, egy epizódban)
- Blondie (1968, egy epizódban)
- The Mod Squad (1968, egy epizódban)
- CBS Playhouse (1969, egy epizódban)
- All in the Family (1971, két epizódban)
- MASH (1973, egy epizódban)
- The Girl with Something Extra (1973, egy epizódban)
- Roll Out (1973, egy epizódban)
- Sunshine (1975, 13 epizódban)
- Sanford and Son (1975, egy epizódban)
- Jigsaw John (1976, egy epizódban)
- Sirota's Court (1977, egy epizódban)
- Quincy M.E. (1977, egy epizódban)
- Barney Miller (1978, egy epizódban)
- Welcome Back, Kotter (1979, egy epizódban)
- Midnight Caller (1990, egy epizódban)
- Frasier – A dumagép (Frasier) (2002, egy epizódban)

## További információ
- Corey Fischer az Internetes Szinkronadatbázisban (magyarul)
- Corey Fischer az Internet Movie Database-ben (angolul)
- Corey Fischer a Rotten Tomatoeson (angolul)